# Рудольф Брабець
Рудольф Брабець (чеськ. Rudolf Brabec; 30 грудня 1886, Прага — 20 червня 1955, Прага) — чехословацький дипломат. Генеральний консул Чехословаччини в Києві (1936—1938).

## Життєпис
Народився 30 грудня 1886 року в місті Прага. Закінчив реальну, а згодом гімназію в Коліні (1905), потім вивчав право в чеському університеті (1913).
Після навчання він недовго працював стажистом у крайовому суді в Празі, але вже в липні 1914 року був призваний до австро-угорської армії, у вересні того ж року потрапив у полон і наступні чотири роки провів у російському полоні. У серпні 1918 р. приєднався до Чеського легіону. На батьківщину повернувся лише в липні 1920 р., після чого наступні три роки працював окружним суддею. Прийнятий до Міністерства закордонних справ 1 серпня 1923 року у ранзі міністерського секретаря, спочатку працював в особистому відділі адміністративної частини, потім з травня 1927 р. по вересень 1932 р. працював консулом у Марселі.
Після повернення працював у відділі народного господарства, а в червні 1936 р. був призначений першим чехословацьким консулом у Києві. Він надто проникливо доповідав про ситуацію в Україні. Підготував політичний звіт № 3, який завершив 29 січня 1938 року. Він був конфіденційним за своєю природою, та містить відомості про великий терор в Україні. Звіт був відправлений до Праги через посольство Чехословацької Республіки в Москві. Тут Міністерство закордонних справ надіслало його, серед іншого, до канцелярії президента республіки, яка отримала його 18 січня 1938 р. Звіт зберігався в особистому архіві Президента.
Тож радянські органи подбали про те, щоб чехословацьке консульство було закрито у березні 1938 року, а Брабека було відкликано на батьківщину. З квітня 1938 р. працював старшим профспілковим радником штабу, після ліквідації ЧСР, на зовнішній службі, влітку 1939 р. він був переведений спочатку до Міністерства соціального захисту та охорони здоров'я, пізніше до Міністерства фінансів, а в липні 1941 р. був достроково звільнений у відставку (як колишній легіонер). Влітку 1945 року він був реактивований, призначений до Ради міністрів, а з липня призначений начальником міжнародно-правового відділу, в юридичному підрозділі. У грудні 1948 року був звільнений у відставку, але з березня по вересень 1949 р. тимчасово відновлений.